# Ministerio de Agricultura (Argentina)
El Ministerio de Agricultura de la Argentina fue una cartera dependiente del Poder Ejecutivo Nacional.

## Historia
Fue originalmente creado en 1898 (por ley n.º 3727). Sus competencias abarcaban agricultura, ganadería, industria y comercio. Antes de esto, existía desde 1871 el Departamento Nacional de Agricultura, el cual dejó de existir.
En 1954 pasó a denominarse «Ministerio de Agricultura y Ganadería» por ley n.º 14 303 del Poder Legislativo. En 1958 por ley n.º 14 439, fue sustituido por una secretaría de agricultura y ganadería dependiente del Ministerio de Economía.
El Poder Ejecutivo restableció el ministerio, bajo la denominación de «Ministerio de Agricultura y Ganadería», dos veces (una entre 1971 y 1973 y luego en 1981). En cambio, entre 1973 y 1981, permaneció con jerarquía de secretaría. Al volver en forma de ministerio en 1981, fue conformado por dos subsecretarías (una de Agricultura y otra de Ganadería).
En 1985 se sustituyó la denominación de la secretaría por Secretaría de Agricultura, Ganadería y Pesca.

## Organismos dependientes
Por ley n.º 12 103, publicada en el Boletín Oficial el 29 de octubre de 1934, se creó en el ámbito del Ministerio de Agricultura, la Dirección de Parques Nacionales.
Por decreto n.º 12 648/43 del 28 de octubre de 1943, del presidente de facto Pedro Pablo Ramírez, se creó la Dirección Nacional de la Energía, en el ámbito del Ministerio de Agricultura. La misma fue transferida a la Secretaría de Industria y Comercio el 28 de julio de 1944.
Por decreto n.º 12 248 del 22 de julio de 1954 (publicado el 3 de agosto del mismo año) del presidente Juan D. Perón, se transfirió al Ministerio de Agricultura y Ganadería el Servicio Meteorológico Nacional, hasta entonces dependiente del Ministerio de Asuntos Técnicos.
El 4 de diciembre de 1956 el presidente de facto Pedro Eugenio Aramburu dicta el decreto-ley n.º 21 680, creando el Instituto Nacional de Tecnología Agropecuaria (INTA), dependiente del Ministerio de Agricultura y Ganadería.
Por decreto-ley n.º 4686 del 7 de mayo de 1957 (publicado el 14 del mismo mes y año), se traspasó el Servicio Meteorológico Nacional al Ministerio de Aeronáutica.